# Alberto Nicola Gualano
Alberto Nicola Gualano (San Vincenzo al Volturno, 31 marzo 1868 – San Bernardino, 28 febbraio 1960) è stato un magistrato statunitense.

## Biografia
Nasce a San Vincenzo al Volturno (ora Castel San Vincenzo) nel 1868 da una famiglia notabile della regione. Dopo aver compiuto gli studi al Convitto nazionale Vittorio Emanuele II di Napoli, emigra negli Stati Uniti nel 1890 dove è presto raggiunto da numerosi fratelli. Negli anni successivi si laurea prima alla Northwestern University e poi all'Illinois College of Law di Chicago.
Supera gli esami da avvocato nel 1904 e in pochi anni diviene una figura di riferimento nella comunità italiana di Chicago, partecipando alla vita politica e sociale. Nel 1922 viene eletto giudice alla Corte Municipale di Chicago, il primo di origine italo-americana negli Stati Uniti.
Muore nel 1960 a San Bernardino in California.
Ha pubblicato numerosi lavori in inglese e italiano.